# Joris Hoefnagel

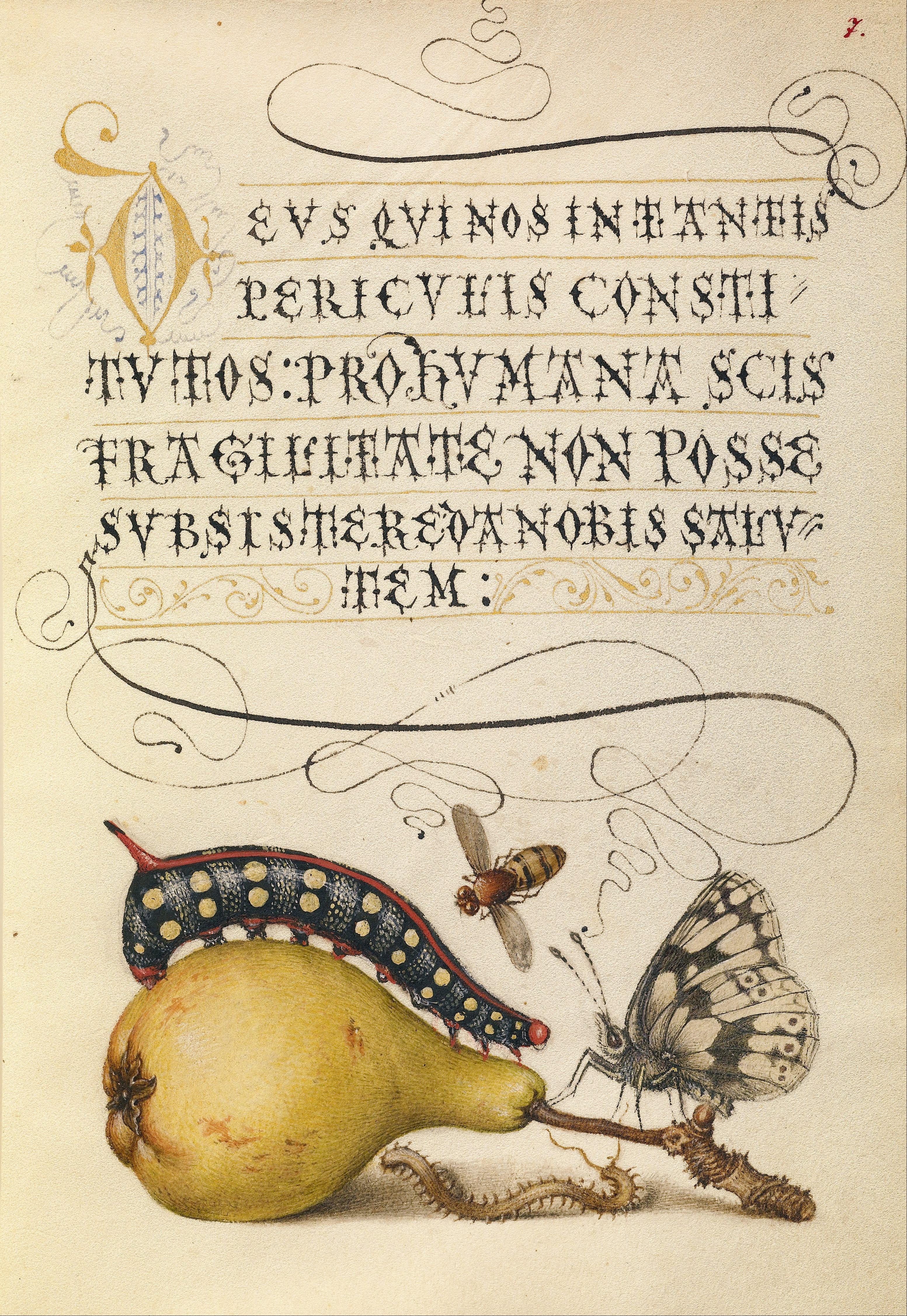
Illuminering från Mira calligraphiae monumenta

Joris Hoefnagel, född 1542, död 1600, var en flamländsk konstnär. Han var far till Jacob Hoefnagel.
Hoefnagel företog vidsträckta resor och arbetade vid bayerska och kejserliga hoven. I miniatyrteknik framställde han naturalistiska avbildningar av djur och plantor. Bland annat utförde han 1582-90 för Ferdinand av Tyrolen sitt främsta verk, den praktfulla Missale romanum, en samling av 500 miniatyrer (Nationalbiblioteket, Wien). Hans teckningar av landskap och stadsvyer ligger delvis till grund för Frans Hogenberg och Georg Brauns Civitates orbis terrarum. Hoefnagel finns representerad vid bland annat Nationalmuseum i Stockholm.